# Louver

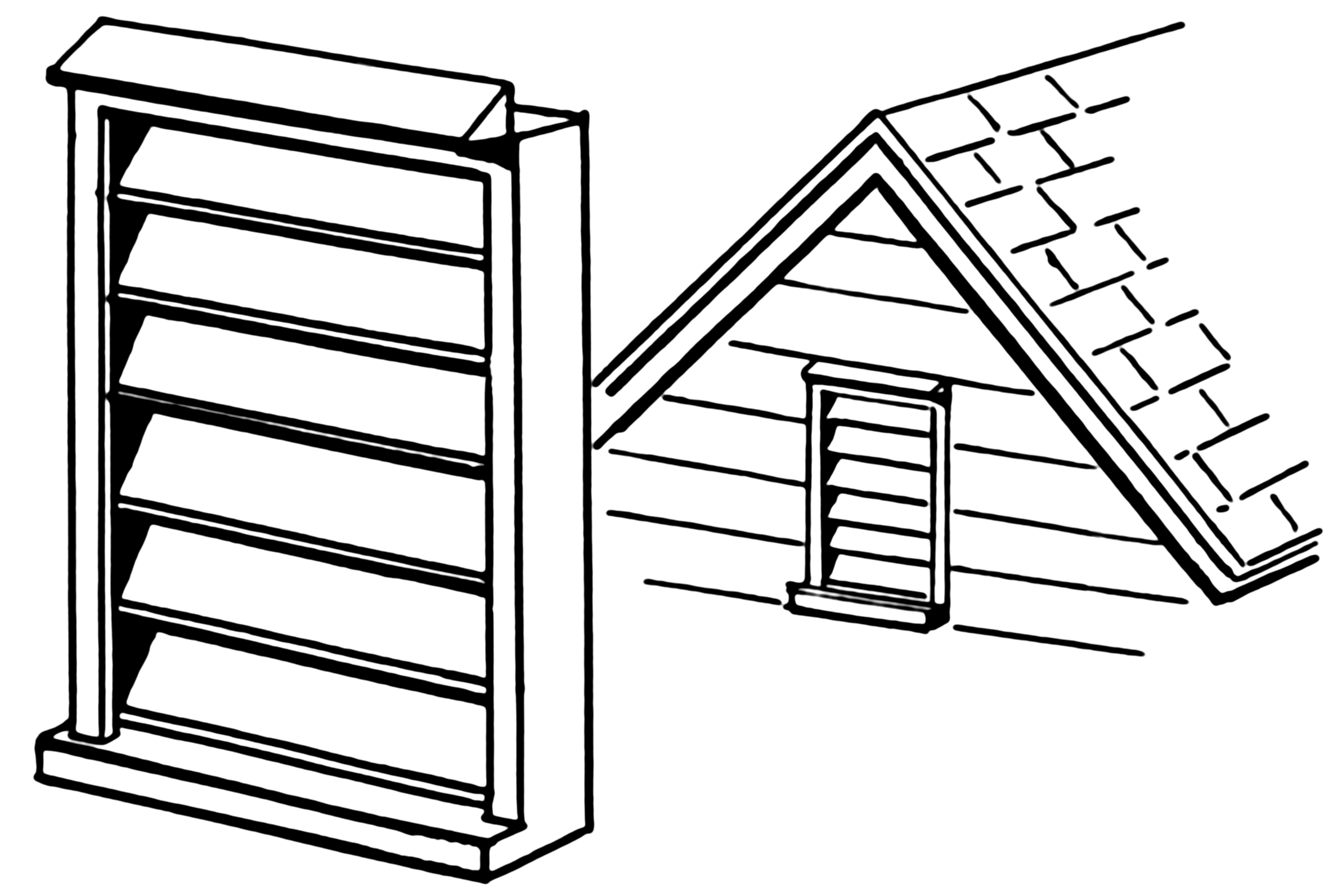
Concepto de louver

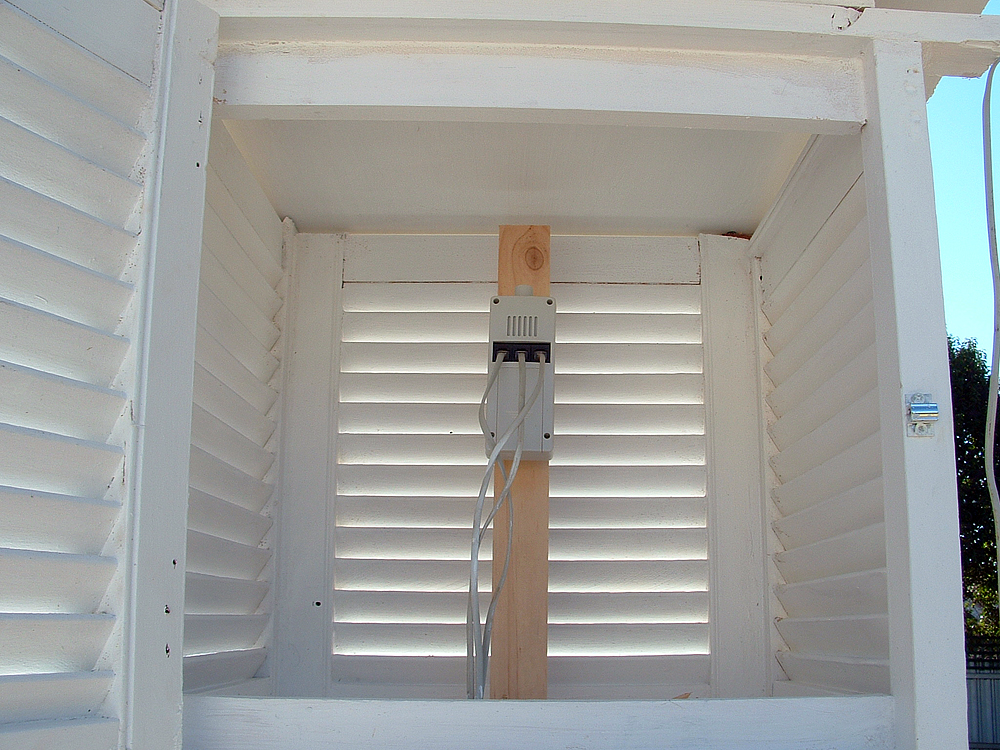
Rejilla utilizada en un Abrigo meteorológico

Un louver es una persiana o contraventana con lamas horizontales a un ángulo que dejan pasar la luz y el aire, pero evita la entrada de lluvia y luz solar directa. El ángulo de las lamas puede ser ajustable o fijo.